# Valerie Davies
Valerie Ethel Todd coniugata Davies, nelle pubblicazioni Valerie Davies o Valerie Todd Davies (Wanganui, 29 settembre 1920 – Brisbane, 29 ottobre 2012) è stata un'aracnologa australiana, neozelandese.

## Biografia
Laureata con lode in zoologia alla Otago University di Dunedin (Nuova Zelanda) con una tesi sui ragni Ctenizidae, conseguì il dottorato di ricerca al Somerville College di Oxford. Nel 1948 si sposò con George Davies, di professione dentista (morto nel 2010). Nel 1963 il trasferimento a Brisbane, (Australia), in quanto il marito venne assunto alla cattedra di odontoiatria sociale dell'Università del Queensland.
In questi anni la Todd lavorò alla Otago University e a Brisbane, e nel 1972 venne nominata curatore della sezione aracnidi del Museo di Brisbane. Ha preso parte a varie spedizioni in zone disabitate del nord del Queensland

## Campo di studi
Si è occupata prevalentemente dell'aracnofauna del Queensland (Australia); ha avuto al suo attivo la scoperta di 17 specie e 100 generi di ragni delle famiglie Malkaridae, Amphinectidae, Amaurobiidae, Gradungulidae, Pisauridae, Stiphidiidae.

## Alcuni taxa descritti
- Malkaridae Davies, 1980 - famiglia di ragni
- Bakala Davies, 1990 - genere di ragni della famiglia Amaurobiidae
- Barahna Davies, 2003 - genere di ragni della famiglia Stiphidiidae
- Buyina Davies, 1998 - genere di ragni della famiglia Amphinectidae
- Carbinea Davies, 1999 - genere di ragni della famiglia Stiphidiidae
- Cunnawarra Davies, 1998 - genere di ragni della famiglia Amphinectidae
- Dardurus Davies, 1976 - genere di ragni della famiglia Amaurobiidae
- Jalkaraburra Davies, 1998 - genere di ragni della famiglia Amphinectidae
- Jamara Davies, 1995 - genere di ragni della famiglia Amaurobiidae
- Kababina Davies, 1995 - genere di ragni della famiglia Stiphidiidae
- Keera Davies, 1998 - genere di ragni della famiglia Amphinectidae
- Magua Davies, 1998 - genere di ragni della famiglia Amphinectidae
- Malarina Davies & Lambkin, 2000 - genere di ragni della famiglia Stiphidiidae
- Malkara Davies, 1990 - genere di ragni della famiglia Malkaridae
- Manjala Davies, 1990 - genere di ragni della famiglia Amaurobiidae
- Midgee Davies, 1995 - genere di ragni della famiglia Amaurobiidae
- Penaoola Davies, 1998 - genere di ragni della famiglia Amphinectidae
- Quemusia Davies, 1998 - genere di ragni della famiglia Amphinectidae
- Tanganoides Davies, 2005 - genere di ragni della famiglia Amphinectidae
- Tasmabrochus Davies, 2002 - genere di ragni della famiglia Amphinectidae
- Tasmarubrius Davies, 1998 - genere di ragni della famiglia Amphinectidae
- Teeatta Davies, 2005 - genere di ragni della famiglia Amphinectidae
- Wabarra Davies, 1996 - genere di ragni della famiglia Amaurobiidae
- Wabua Davies, 2000 - genere di ragni della famiglia Stiphidiidae

## Taxa denominati in suo onore
- Daviesa Koçak & Kemal, 2008 - genere di ragni della famiglia Amaurobiidae
- Toddiana Forster, 1988[3] - genere di ragni della famiglia Tengellidae
- Anzacia daviesae Ovtsharenko & Platnick, 1995 - ragno (Gnaphosidae)
- Holoplatys daviesae Zabka, 1991 - ragno (Salticidae)
- Storena daviesae Jocqué & Baehr, 1992 - ragno (Zodariidae)
- Tauala daviesae Wanless, 1988 - ragno (Salticidae)
- Tamopsis daviesae Baehr & Baehr, 1987 - ragno (Hersiliidae)
- Urogelides daviesae Zabka, 2009 - ragno (Salticidae)

## Studi e ricerche principali
Di seguito alcune pubblicazioni:
- Davies, V.T., 1969 - The mature female and male Gradungula woodwardi Forster (Araneae: Hypochilomorphae: Gradungulidae). J. Aust. ent. Soc. vol.8, pp. 95–97
- Davies, V.T., 1976 - Dardurus, a new genus of amaurobiid spider from eastern Australia, with descriptions of six new species. Mem. Qd Mus. vol.17, pp. 399–411
- Davies, V.T., 1980a - Malkara loricata, a new spider (Araneidae: Malkarinae) from Australia. Verh. int. arachnol. Kong. vol.8, pp. 377–382
- Davies, V.T., 1995b - A tiny cribellate spider, Jamara gen. nov. (Araneae: Amaurobioidea: Midgeeinae) from northern Queensland. Mem. Qd Mus. vol.38, pp. 93–96
- Davies, V.T., 1995c - A new spider genus (Araneae: Amaurobioidea: Amphinectidae) from the wet tropics of Australia. Mem. Qd Mus. vol.38, pp. 463–469
- Davies, V.T., 1999 - Carbinea, a new spider genus from north Queensland, Australia (Araneae, Amaurobioidea, Kababininae). J. Arachnol. vol.27, pp. 25–36
- Davies, V.T., 2002 - Tasmabrochus, a new spider genus from Tasmania, Australia (Araneae, Amphinectidae, Tasmarubriinae). J. Arachnol. vol.30, pp. 219–226
- Davies, V.T., 2003a - Barahna, a new spider genus from eastern Australia (Araneae: Amaurobioidea). Mem. Qld Mus. vol.49, pp. 237–250
- Davies, V.T., 2005 - Teeatta, a new spider genus from Tasmania, Australia (Amaurobioidea: Amphinectidae: Tasmarubriinae). Mem. Qd Mus.vol.50, pp. 195–199